# Kristian Birkeland
Kristian Birkeland (Oslo, Noruega, 13 de diciembre de 1867-Tokio, Japón, 15 de junio de 1917) fue un físico, inventor e industrial noruego, entre cuyas realizaciones destaca uno de los primeros sistemas industriales para la fijación de nitrógeno atmosférico para la producción de fertilizantes. Fue candidato al Premio Nobel en siete ocasiones.

## Biografía
Birkeland nació en Christiania (hoy Oslo), hijo de Reinart Birkeland y de Ingeborg (de soltera Ege). Escribió su primer artículo científico a la edad de 18 años. 
Kristian Birkeland se convirtió en profesor de física en la Universidad de Kristiania (hoy Oslo) en 1898.
Se casó con Ida Charlotte Hammer en mayo de 1905, y no tuvieron hijos. Debido a la obsesiva dedicación de Birkeland a su trabajo, se divorciaron en 1911.
El abuso de los barbitúricos como una ayuda para dormir, le causó episodios de paranoia severa. Murió en extrañas circunstancias en una habitación del Hotel Seiyoken de Tokio durante una visita a sus colegas de la Universidad de Tokio. La autopsia reveló que había ingerido 10 g de veronal la noche en que murió, en lugar de los 0,5 g recomendados. El momento de la muerte se estimó a las 7 de la mañana del 15 de junio de 1917. Algunos autores han afirmado que pudo suicidarse. Curiosamente, se constató que "en la mesita de noche había un revólver".

## Realizaciones
Inventos

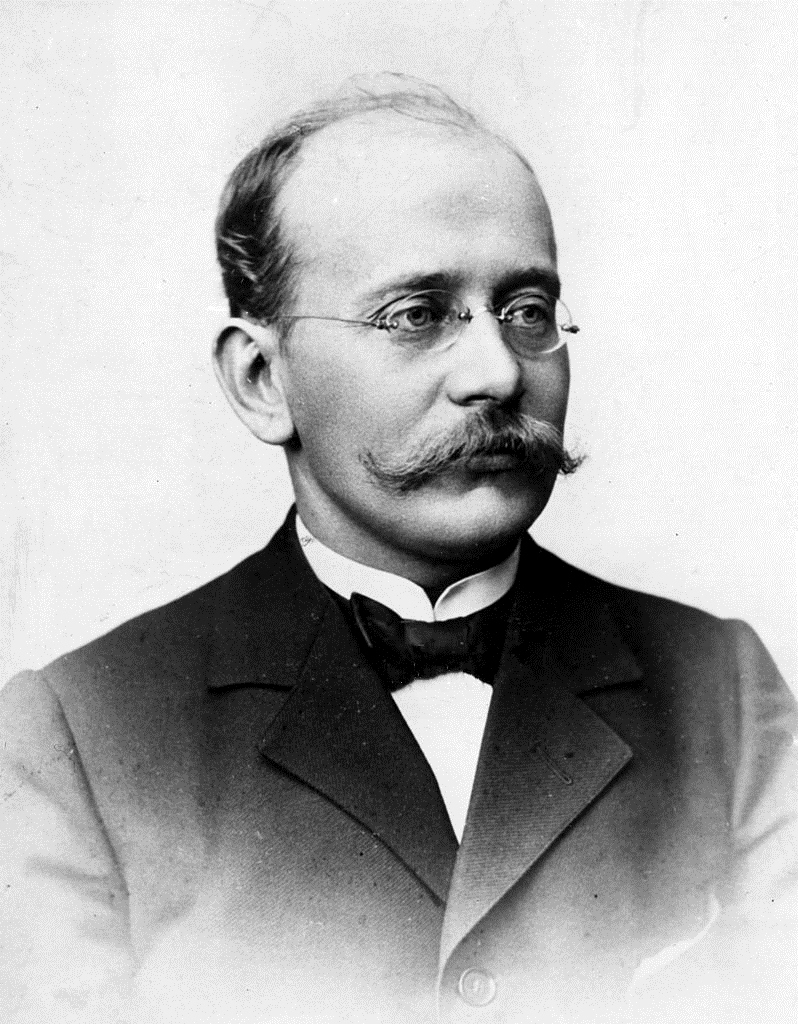
Kristian Birkeland

Patentó 59 inventos, como apagadores eléctricos, el radio-teléfono, un aparato mecánico para la sordera y una máquina eléctrica de rayos X. Entre sus muchos inventos también figura un cañón eléctrico.
El invento más célebre de Birkeland fue la producción de fertilizantes artificiales para la agricultura mediante un proceso industrial (denominado proceso Birkeland–Eyde) que permite fijar el nitrógeno del aire. Esto a su vez llevó al establecimiento de la empresa Norsk Hydro en 1905.
Geofísica
Las investigaciones de Birkeland comenzaron en el observatorio de Haldde, cerca de la ciudad de Alta, a través del Instituto de Geofísica de Tromsø en 1920. Las actividades que inició han continuado hasta hoy en día en el Instituto de Geofísica perteneciente a la Universidad de Tromsø, que actualmente lleva a cabo grandes proyectos internacionales de investigación tales como las estaciones EISCAT cerca de Tromsø y cerca de Spitsbergen así como en la cordillera cercana a la ciudad de Andenes, Norland.
Auroras boreales
Es famoso por sus investigaciones sobre la aurora boreal. Su hipótesis era que los rayos de electrones del sol eran dirigidos hacia la Tierra y que estos se elevaban hacia la atmósfera en forma de aros alrededor de los polos magnéticos del planeta, haciendo una interpretación correcta de lo que hoy se conocen como corrientes de Birkeland.
La primera expedición de Birkeland para investigar sobre las auroras boreales fue en la provincia de Finnmark durante el invierno de 1899-1900. Allí construyó un observatorio en la cima de la montaña Haldde cerca de la ciudad de Alta. 
Asimismo, fue el líder de la expedición noruega de la aurora polar en los años 1902-1903, que realizó tomas de datos en Islandia, Spitsbergen, Haldde (estas dos en Noruega), y Novaya Zemlya (Rusia).
Experimento de "La terrella"

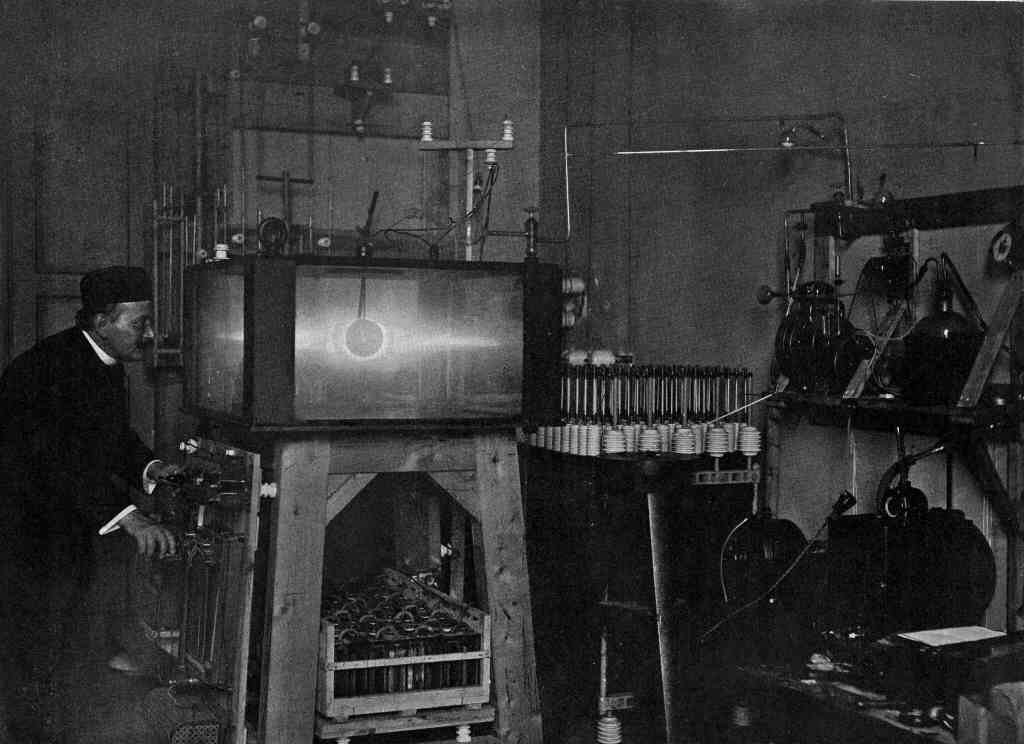
Kristian Birkeland y su experimento de la terrella

Con el fin de reproducir en laboratorio la formación de las auroras boreales, Birkeland ideó un experimento (al que denominó "terrella", diminutivo de la palabra latina "terra", haciendo referencia a que el experimento utilizaba un modelo del planeta tierra en miniatura) en el que una esfera metálica magnetizada era sometida a un intenso campo eléctrico. Los primeros experimentos de Birkeland fueron llevados a cabo utilizando tubos de ensayo entre 1900 y 1908. Entre 1908 y 1913 utilizó urnas de vidrio (de las cuales construyó cuatro) cada vez más grandes. Con estas cámaras instaló el montaje de lo que se conoce como terrella, que es un modelo a escala para reproducir la aurora boreal. La terrella más grande tenía un volumen de 1000 litros, y una esfera con un diámetro de 36 cm. Este dispositivo se conserva hoy en día en la Universidad de Tromsø.

## Reconocimientos
- El cráter lunar Birkeland  lleva este nombre en su honor.[7]
- El asteroide (16674) Birkeland también conmemora su nombre.[8]